# Mantis (Universo cinematográfico de Marvel)
Mantis es un personaje ficticio interpretado por Pom Klementieff en el Universo cinematográfico de Marvel (MCU), basada en el personaje de Marvel Comics del mismo nombre. Es miembro de los Guardianes de la Galaxia con poderes empáticos y es la media hermana paterna de su líder, Peter Quill. Introducida en Guardianes de la Galaxia: Vol. 2 (2017), es una pupila alienígena del celestial Ego con el poder de controlar las emociones de las personas con el tacto. Se la representa comúnmente con una personalidad ingenua e inocente.
Para 2023, el personaje ha aparecido en seis películas: Guardianes de la Galaxia vol. 2, Avengers: Infinity War, Avengers: Endgame y Thor: Love and Thunder, así como The Guardians of the Galaxy Holiday Special y finalmente Guardianes de la Galaxia vol. 3.

## Creación y caracterización

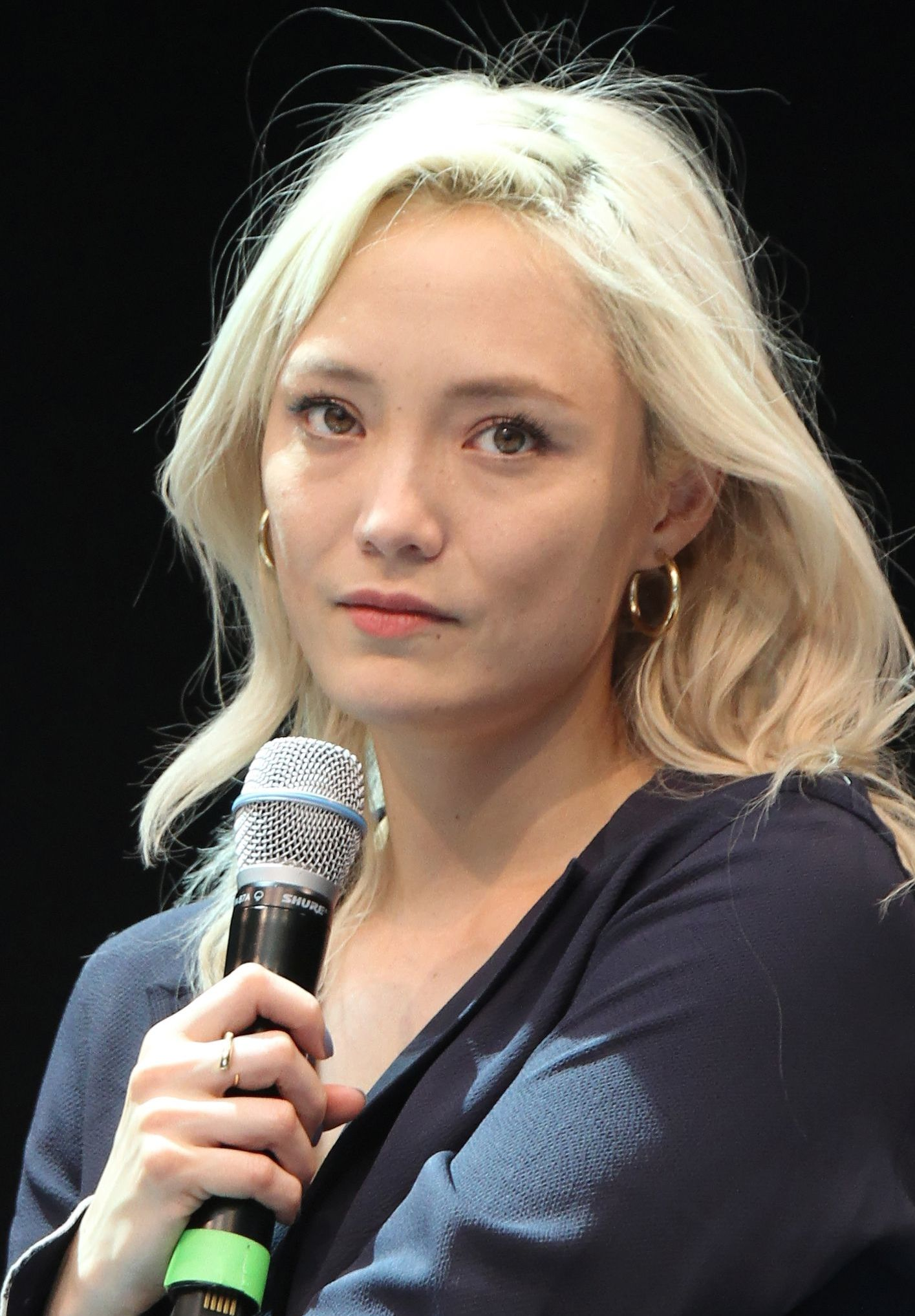
Pom Klementieff en 2019

En mayo de 2014, el director James Gunn dijo que había planeado presentar dos nuevos personajes principales en la secuela de Guardianes de la Galaxia, Mantis y Adam Warlock. Las conversaciones habían comenzado con un actor que Gunn tenía en mente para interpretar a Mantis, mientras que él había decidido eliminar a Warlock debido a que la película "estaba demasiado ocupada". Gunn agregó que Warlock era "un personaje demasiado y no quería perder a Mantis y Mantis era una parte más orgánica de la película de todos modos". Klementieff fue elegida en octubre de 2015.
En Guardianes de la Galaxia vol. 2, Mantis es retratada como una nueva miembro de los Guardianes con poderes empáticos que vive con Ego. El productor ejecutivo Jonathan Schwartz dijo que el personaje "nunca ha experimentado realmente una interacción social" y aprende sobre las "complejidades sociales" de los otros Guardianes. Klementieff agregó: "Estaba realmente sola y sola, por lo que es algo completamente nuevo conocer a estas personas y descubrir cosas nuevas", comparándolo con un niño que comete errores incómodos en situaciones sociales. Mantis y Drax tienen una relación "interesante" en la película debido a que ambos son "bolas completamente extrañas". Steve Englehart, cocreador de Mantis, se mostró decepcionado con la interpretación del personaje y dijo: "Ese personaje no tiene nada que ver con Mantis... Realmente no sé por qué elegirías a un personaje que es tan distintivo como Mantis y harías un personaje completamente diferente y todavía la llamarías Mantis".
Dave Bautista indicó que en un momento Gunn quería hacer "una película de Drax y Mantis" como un spin-off, pero que Marvel no persiguió el concepto. En septiembre de 2021, Gunn señaló que tanto para Mantis de Klementieff como para Nebula de Karen Gillan "sus papeles son bastante importantes" en el guion de Guardianes de la Galaxia vol. 3. Mantis y Drax también juegan un papel importante en The Guardians of the Galaxy Holiday Special, del cual Klementieff dijo: "Me vuelvo el más raro que he sido como Mantis". Mantis también tuvo una escena de lucha en el especial, que reveló que tenía una fuerza sobrehumana y habilidades de lucha que no se habían mostrado anteriormente en el UCM.

## Biografía del personaje ficticio

### Uniéndose a los Guardianes
Mantis es criada por el planeta viviente Ego (más tarde se reveló que también era su padre) como mascota, debido a su capacidad de usar sus poderes para ayudarlo a descansar. La proyección en forma humana de Ego y Mantis luego se encuentra con los Guardianes de la Galaxia: Peter Quill, Gamora, Drax, Rocket, Groot y Nebula, después de que los Guardianes viajaran a un planeta cercano para escapar de un ataque de los Soberanos, a quienes Rocket había robado sus baterías Anulax durante una batalla. La proyección de Ego revela que es el padre de Quill y viajan su planeta. En el camino, Mantis demuestra su habilidad para detectar las emociones y sentimientos de las personas a través del tacto. Cuando Quill, Gamora y Drax llegan a Ego, Mantis genera cercanía con Drax pero no sabe si contarle sobre los malvados planes de Ego y finalmente se une a los Guardianes en su lucha contra Ego.

### Infinity War y resurrección
En 2018, Mantis y los Guardianes responden a una llamada de socorro y rescatan a Thor, quien se encuentra a la deriva en el espacio tras la destrucción de su nave. Después de que el equipo se separa, ella acompaña a Quill, Gamora y Drax a Knowhere para detener a Thanos, pero Thanos la neutraliza usando la Gema de la Realidad, lo que le permite a Thanos retener a Gamora. Mantis luego va a Titán con Quill y Drax, donde se unen a Stephen Strange, Tony Stark y Peter Parker en otro intento de arrebatarle el Guantelete del Infinito a Thanos. Aunque Mantis puede controlar temporalmente a Thanos, se libera de su control cuando Quill se entera por Nébula de que Gamora murió y lo golpea. Poco después, Mantis es víctima del Blip.
En 2023, Mantis vuelve a la vida y es traída a través de un portal a la Tierra en el estado de Nueva York, donde participa en una batalla contra una versión alternativa de Thanos en el universo. Más tarde, Mantis y sus compañeros de equipo reunidos asisten al funeral de Stark, quien sacrificó su vida para detener a Thanos. Luego recogen a Thor de Noruega y regresan al espacio.

### Nuevas aventuras
En 2024, Mantis y los Guardianes, junto con Kraglin, se embarcan en aventuras espaciales. Responden a una llamada en Indigarr e intentan ayudar a los nativos contra los Booskans. Ella y Quill buscan la ayuda de Thor, quien derrota al ejército rápidamente y recibe dos cabras, que la molestan. Después de enterarse de varios asesinatos de dioses por parte de un carnicero de dioses, se separaron de Thor para ayudar.
En 2025, los Guardianes compran Knowhere al Coleccionista y obtienen un nuevo miembro para el equipo, Cosmo el perro espacial. Mantis ayuda a restaurarlo luego del ataque que sufrió. Sabiendo lo deprimido que está Quill debido a la pérdida de Gamora, Mantis quiere darle una Navidad significativa y hace planes con Drax para traer a Kevin Bacon, su máximo héroe, como regalo para Quill. Mantis pilotea su nueva nave de regreso a la Tierra y ella y Drax aterrizan en Hollywood, Los Ángeles, California. Sin darse cuenta, ganan dinero como músicos callejeros que posan para fotografías en el Paseo de la fama de Hollywood y se emborrachan en el bar de un club nocturno. Un vendedor de mapas de estrellas se ofrece a decirles dónde encontrar la casa de Bacon, y Mantis usa sus poderes para tomar el mapa sin pagar y tomar todo el dinero del vendedor. Van a la casa de Bacon en Beverly Hills, lo capturan y roban adornos navideños de una tienda navideña. De vuelta en Knowhere, descubren, para su decepción, que Bacon es actor y que Quill desaprueba su acto, aunque lo convencen de quedarse para celebrar las fiestas y darle un momento de alegría. Más tarde, Mantis le revela a Quill que Ego también era su padre, lo que los convierte en medios hermanos; pensando que la rechazaría por ello, Quill se emociona con la noticia diciéndole que es el mejor regalo de Navidad de la historia y se abrazan.

### Misión final
Después de que los Guardianes reconstruyen Knowhere, son atacados por Adam, y Rocket queda gravemente herido, lo que deja a los Guardianes incapaces de atender sus heridas debido a un interruptor de muerte incrustado en él. El equipo, incluido Mantis, decide viajar al Orgoscopio, la sede de la compañía Orgocorp del Alto Evolucionador, con la esperanza de encontrar un código de anulación. Mantis, Drax y Nebula terminan en la nave del Alto Evolucionador, donde descubren que hordas de niños encarcelados son capturados y colocados en una cámara con Abilisks. Mantis puede persuadir a los Abilisks para que se pongan del lado de ellos, y los tres escapan de la cámara antes de reunirse con los Guardianes y dominar al ejército del Alto Evolucionador. Después de derrotar al Alto Evolucionador, los Guardianes, en su forma actual, deciden disolverse al regresar a Knowhere, y Mantis se embarca en un viaje de autodescubrimiento con los Abilisks.

## Versiones alternativas
En un 2011 alternativo, Mantis esta entre los numerosos asistentes extraterrestres de las fiestas de Thor en la Tierra, hasta que ella y los asistentes entran en pánico cuando se les informó que Frigga, la madre de Thor, vendría y trabajaron para limpiar el desorden en la Tierra.

## Poderes y habilidades
Mantis tiene el poder de sentir los sentimientos y emociones de otras personas a las que toca, y de influir en sus pensamientos o hacer que se duerman. En Guardianes de la Galaxia vol. 2, se la presentó como lo suficientemente poderosa como para poner a dormir al autodenominado planeta viviente Ego y también se demostró que tenía una durabilidad sobrehumana, ya que sobrevivió fácilmente a una gran caída que aterrizó de pie y luego quedó noqueada cuando una roca con fuego en llamas la golpeó en la cabeza con toda su fuerza. En avengers: Infinity War, pudo adormecer a Thanos, aunque luchó por mantener este estado.
Se muestra que Mantis tiene algunas habilidades de lucha y entrenamiento con armas que presumiblemente le enseñaron desde que se unió a los Guardianes.
En The Guardians of the Galaxy Holiday Special, pudo hacer que Kevin Bacon dejara de resistirse y voluntariamente la acompañara a ella y a Drax a Knowhere, manteniéndolo en ese estado durante un período prolongado de tiempo. También se muestra en el Holiday Special que tiene una fuerza, agilidad y habilidades de lucha sobrehumanas, ya que lucha y derrota a varios policías a la vez, armada solo con un bastón de caramelo gigante, usando una combinación de artes marciales y su habilidad para poner a la gente a dormir.